# آیفون ۱۱ پرو
آیفون ۱۱ پرو و آیفون ۱۱ پرو مکس تلفن‌های هوشمندی هستند که توسط اپل طراحی و تولید و روانهٔ بازار شده‌اند. این دو گوشی، پرچمداران نسل سیزدهم آیفون هستند و به ترتیب جانشین آیفون اِکس‌اِس و آیفون اِکس‌اِس مَکس شدند. تیم کوک، مدیرعامل شرکت اپل در تاریخ ۱۰ سپتامبر ۲۰۱۹ در تئاتر اپل پارک از این دو دستگاه در کنار مدل پایین‌تر یعنی آیفون ۱۱ رونمایی کرد. پیش‌خرید آیفون‌های پرو در ۱۳ سپتامبر ۲۰۱۹ آغاز شد و در ۲۰ سپتامبر به بازار عرضه شدند.

## طراحی

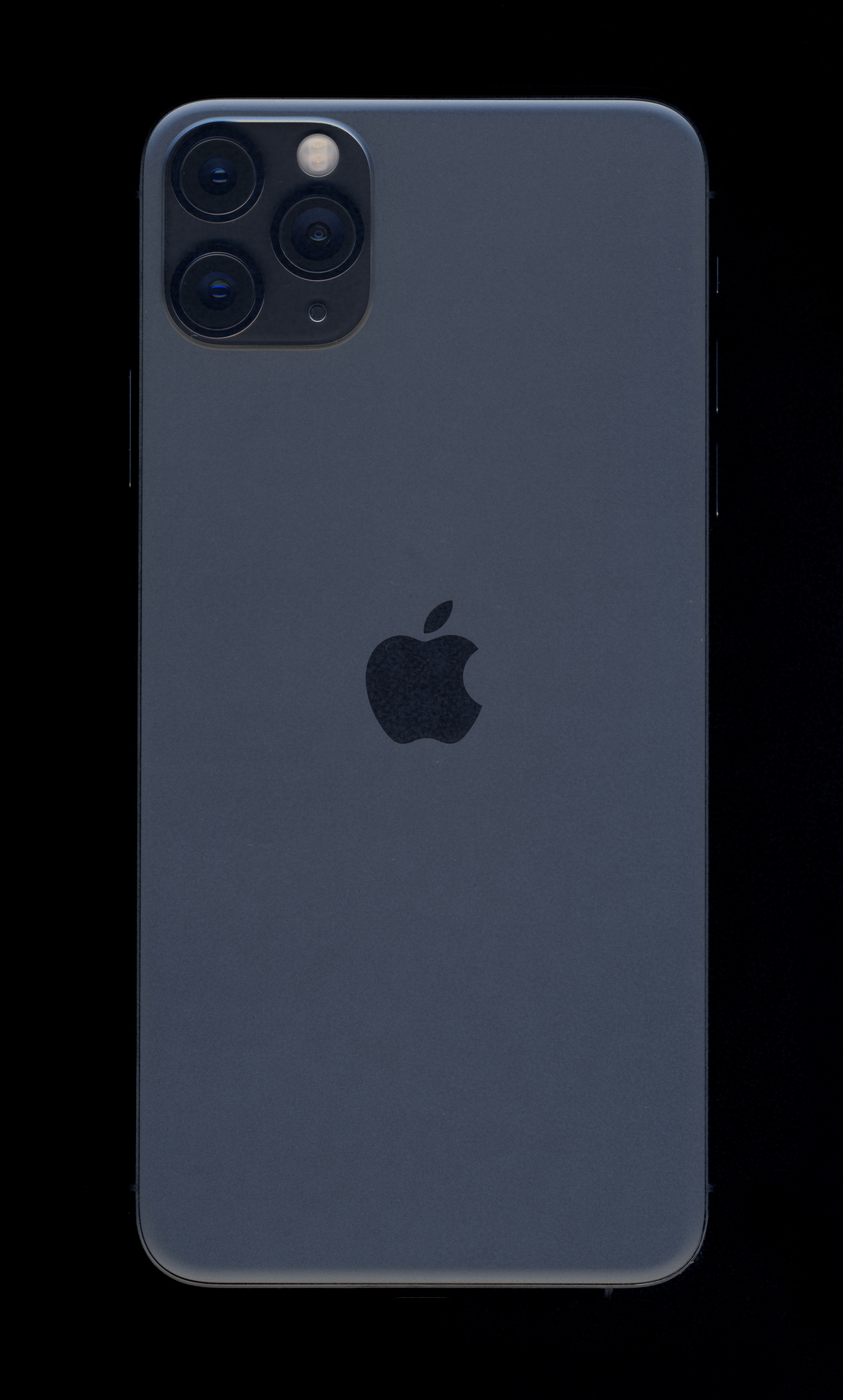
قسمت پشتی آیفون ۱۱ پرو مکس در رنگ اسپیس گرِی

آیفون ۱۱ پرو در رنگ‌های طلایی، نقره‌ای، اسپیس گرِی و سبز نیمه‌شب موجود است، که آخری قبلاً در آیفون‌ها موجود نبود. مشابه آیفون ایکس‌اس، در قسمت بالای صفحه نمایش، حاشیهٔ باریکی با یک زائده وجود دارد که محل قرارگیری دوربین ۱۲مگاپیکسلی سلفی و بلندگو است. طراحی جدید دوربین عقب با سه دوربین و یک فلاش که در یک فریم مربع شکل قرار گرفته‌اند قابل مشاهده‌ترین تفاوت در مقایسه با آیفون ایکس‌اس است. در این دستگاه نماد اپل در قسمت پشتی دستگاه بدون نوشته قرار دارد و استفاده از شیشهٔ مات در پشت دستگاه، آیفون ۱۱ پرو را از گوشی‌های قبلی اپل متمایز می‌کند.
| رنگ | نام        |
| --- | ---------- |
|     | نقره‌ای     |
|     | اسپیس گرِی  |
|     | طلایی      |
|     | سبز نیمه‌شب |